# Zdeňka Podkapová
Zdeňka Podkapová (Brno, 6 agosto 1977) è una modella ed ex attrice pornografica ceca, Penthouse Pet of the Year nel 2001.

## Biografia
Nata a Brno nell'allora Cecoslovacchia, prima che Podkapová intraprese la carriera di modella glamour e attrice pornografica, è stata una ginnasta. Ha iniziato la carriera da modella nel 1996 quando ha posato per il suo primo servizio fotografico; nel 1998 è approdata alla rivista Penthouse, finendo sul numero di maggio 1998 e venendo scelta come Pet of the Month. Nel 2001 è stata eletta dalla stessa rivista Pet of the Year.